# تاريخ سكان مصر
مصر لها تاريخ ديموغرافي طويل ومتداخل. ويرجع ذلك جزئيًا إلى الموقع الجغرافي للإقليم على مفترق طرق عدة مناطق ثقافية رئيسية: شمال إفريقيا والشرق الأوسط والبحر الأبيض المتوسط وأفريقيا جنوب الصحراء. بالإضافة إلى ذلك، شهدت مصر عدة غزوات خلال تاريخها الكبير، بما في ذلك غزوات الهكسوس والآشوريين والكوشيين والفرس والإغريق والرومان والعرب.

## العصر الحجري القديم
خلال فترة العصر الحجري القديم، كان وادي النيل مأهولًا من قبل مجموعات مختلفة من الصيادين والجامعين.

## العصر الحجري الحديث
حوالي 8000 قبل الميلاد، كانت الصحراء في مرحلة الرطوب، العصر الحجري الحديث (حقبة إفريقية رطبة). انتقل الناس من المناطق المحيطة إلى الصحراء، وتشير الأدلة إلى أن سكان وادي النيل تقلص حجمهم.

## عصر ما قبل الأسرات
يقال إن مصر ما قبل الأسرات بدأت في حوالي 6000 قبل الميلاد. من حوالي 4800 إلى 4300 قبل الميلاد، ازدهرت ثقافة مرمدة (مرمدة بني سلامة) في مصر السفلى. هذه الثقافة، من بين آخرين، لها روابط إلى بلاد الشام. كما إن فخار حضارة بوتو المعادي، المعروف في الموقع في المعادي بالقرب من القاهرة، يظهر أيضًا صلات بجنوب بلاد الشام. في مصر العليا، ما قبل الأسرات ثقافة البداري تبعها ثقافة نقادة (الثقافة الأمراتية).
حوالي 3000 قبل الميلاد، انتهت المرحلة الرطبة للصحراء. وتراجع سكان الصحراء جنوبا نحو الساحل وشرقا في اتجاه وادي النيل. من المحتمل أن يكون هؤلاء السكان، بالإضافة إلى مزارعو العصر الحجري الحديث من الشرق الأدنى، هم الذين لعبوا دورًا في تكوين الدولة المصرية حيث جلبوا محاصيلهم الغذائية والأغنام والماعز والماشية إلى وادي النيل.

## الأصل الجغرافي الحيوي بناءً على البيانات الثقافية
يقع المجتمع المصري القديم في أقصى شمال شرق أفريقيا على مفترق طرق بين أفريقيا ومنطقة الشرق الأدنى. استند أنصار نظرية السلالة الحاكمة الأوائل إلى الحداثة المتزايدة والتغير السريع على ما يبدو في فخار ما قبل الأسرات والاتصالات التجارية الملحوظة بين مصر القديمة والشرق الأوسط. لم يعد هذا هو الرأي السائد في علم المصريات؛ ومع ذلك، فإن الأدلة التي استندت إليها لا تزال تشير إلى تأثير هذه المناطق. فكري حسن وإدوين وآخرون. يشير إلى التأثير المتبادل من كل من إفريقيا الداخلية بالإضافة إلى بلاد الشام. تشير هذه الأدلة إلى أن مصر القديمة كانت مأهولة بالسكان الناطقين باللغة الأفروآسيوية - الناطقين من شمال إفريقيا والشرق الأدنى.
اقترحت ماريا جاتو أن صانعي الثقافة المصرية نقادة ما قبل الأسرات المتمركزة في مصر العليا يتشاركون ثقافة متطابقة تقريبًا مع المجموعة الأولى في النوبة السفلى. وهذا يعتمد جزئيًا على أوجه التشابه مع المقابر الملكية في قسطل. حتى أن جوزيف فوجل، والشيخ ديوب، وفولني، وغيرهم من العلماء اقترحوا أصلًا مصريًا في النوبة بين المجموعة الأولى. في عام 1996، أبلغ لوفيل وبراوز عن وجود حكام أفراد مدفونين في نقادة فيما فسروه على أنهم مقابر النخبة ذات المكانة العالية، مما يدل على أنهم أكثر ارتباطًا شكليًا بالسكان في شمال النوبة من تلك الموجودة في جنوب مصر. ومع ذلك، فقد رفض معظم العلماء هذه الفرضية وأشاروا إلى وجود مقابر ملكية معاصرة لتلك الموجودة في قسطل ومفصلة تمامًا، إلى جانب مشاكل تقنيات التأريخ.
يقترح توبي ويلكنسون في كتابه «تكوين الفراعنة» أصلًا للمصريين في مكان ما في الصحراء الشرقية. بالإضافة إلى ذلك، هناك أدلة على إدخال الأغنام والماعز إلى نبتة بلايا من غرب آسيا منذ حوالي 8000 عام. هناك بعض التكهنات بأن هذه الثقافة من المحتمل أن تكون سلف المصريين، بناءً على التشابه الثقافي والتعقيد الاجتماعي الذي يُعتقد أنه يعكس المملكة المصرية القديمة.

## دراسات الحمض النووي
يؤدي التلوث الناجم عن المناولة والتطفل من الميكروبات إلى عقبات أمام استعادة الحمض النووي القديم. وبالتالي، تم إجراء معظم دراسات الحمض النووي على السكان المصريين المعاصرين بقصد التعرف على تأثيرات الهجرات التاريخية على سكان مصر.
إن تصنيف الدم وأخذ عينات الحمض النووي على المومياوات المصرية القديمة شحيحة؛ ومع ذلك، وجدت دراسة نُشرت عام 1982 أن تصنيف الدم لمومياوات السلالات وجد أن ترددات ABO هي الأكثر تشابهًا مع المصريين المعاصرين، وبعضها أيضًا لـ السكان شمال الحراطين. يوضح توزيع فصيلة الدم ABO أن المصريين يشكلون مجموعة شقيقة لسكان شمال أفريقيا.
وصفت دراسة نُشرت في عام 2017 استخراج وتحليل الحمض النووي من 151 شخصًا مصريًا قديمًا محنطًا، تم انتشال رفاتهم من أبو صير الملق في مصر الوسطى. قال العلماء إن الحصول على حمض نووي محفوظ جيدًا وغير ملوث من المومياوات يمثل مشكلة في المجال وأن هذه العينات قدمت «أول مجموعة بيانات موثوقة تم الحصول عليها من المصريين القدماء باستخدام أساليب تسلسل الحمض النووي عالية الإنتاجية». تمثل العينات فترة تمتد من أواخر المملكة الحديثة إلى العصر الروماني (1388 قبل الميلاد - 426 م). تم الحصول على تسلسلات كاملة من الحمض النووي للميتوكوندريا (mtDNA) لـ 90 مومياء وتمت مقارنتها مع بعضها البعض ومع العديد من مجموعات البيانات القديمة والحديثة الأخرى. وجد العلماء أن الأفراد المصريين القدماء في مجموعة البيانات الخاصة بهم يمتلكون ملامح ميتوكوندريا متشابهة للغاية طوال فترة الفحص. شارك المصريون المعاصرون عمومًا نمط هابلوغروب الأمهات هذا، لكنهم حملوا أيضًا المزيد من الكتل الأفريقية. ومع ذلك، وجد تحليل مجموعات mtDNA الفردانية للمومياوات أنها تشترك في صلات ميتوكوندريا أكبر مع السكان الحديثين من الشرق الأدنى والشام مقارنة بالمصريين المعاصرين. بالإضافة إلى ذلك، تم تحليل ثلاثة من الأفراد المصريين القدماء بحثًا عن Y-DNA، ولوحظ أنهم يحملون سلالات الأب الشائعة في كل من الشرق الأوسط وشمال إفريقيا. حذر الباحثون من أن أوجه التشابه بين العينات المصرية القديمة التي تم فحصها قد لا تكون ممثلة لتلك الخاصة بجميع المصريين القدماء لأنهم كانوا من موقع أثري واحد.
أعرب البروفيسور ستيفن كيرك، عالم المصريات في جامعة كوليدج لندن، عن حذره من الادعاءات الأوسع للباحثين، قائلاً: «كانت هناك محاولة قوية للغاية عبر تاريخ علم المصريات لفصل المصريين القدماء عن السكان المعاصرين.» وأضاف أنه «كان متشككًا بشكل خاص في أي تصريح قد يكون له عواقب غير مقصودة للتأكيد - مرة أخرى من منظور شمال أوروبا أو أمريكا الشمالية - أن هناك انقطاعًا هناك [بين المصريين القدامى والحديثين]».

### دراسة ناشيونال جيوجرافيك
كشف مشروع خريطة الجينات الوراثية، الذي قامت به ناشيونال جيوجرافيك عن مفاجأة فيما يتعلق بالجينات الوراثية للعرب وأصولهم، والتي أثبتت أن العرب ليسوا عربًا بشكل كامل، ولكن هناك أصولًا أخرى لهم.
فمن خلال ذلك المشروع، تمت الإجابة عن أسئلة تتعلق بالإثنية والعرقية، وأصول البشر، وكيف عمروا الأرض وانطلقوا فيها، فقد وضعت قائمة بأصول سكان العالم، حيث يتم وصف سكان كل دولة طبقًا للتكوين الجيني، وهذا استنادًا إلى مئات العينات من الحمض النووي، والتحليل المتقدم لتلك العينات.
وقد توصلت النتائج إلى معلومات مذهلة عن أصول أربع شعوب عربية، من بينهم المصريون. فقد توصلت النتائج إلى أن 17% فقط من المصريين أصولهم عربية، أما 68% من السكان الأصليين هم من شمال أفريقيا، و4% من الشتات اليهودي، و3% من شرق أفريقيا، 3% من آسيا الصغرى، و3% من جنوب أوروبا.

## المؤشرات الأنثروبومترية

### معايير القحف الوجهي

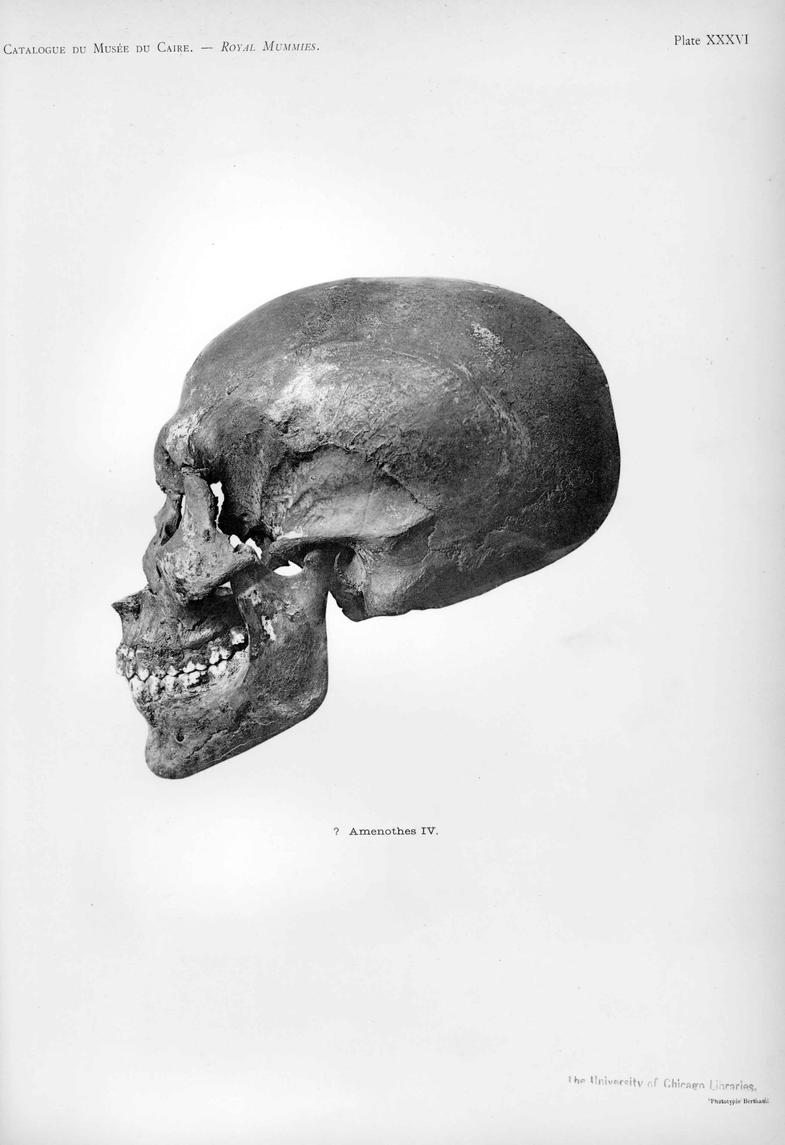
جمجمة مصرية قديمة، يُعتقد أنها جمجمة أخناتون.

لقد كان استخدام المعايير القحفية الوجهية كمؤشرات موثوقة للتجمع السكاني أو الإثنية محورًا طويل الأمد للأنثروبولوجيا البيولوجية. في عام 1912، جادل فرانز بوا بأن شكل الجمجمة يتأثر بشدة بالعوامل البيئية ويمكن أن يتغير في غضون بضعة أجيال في ظل ظروف مختلفة، مما يجعل مؤشر الرأس مؤشرًا غير موثوق به للتأثيرات الموروثة مثل العرق. جرافلي، برنارد وليونارد (2003)،  افترض جرافلي، برنارد وليونارد (2003)، بيلز، سميث، ودود (1984) وويليامز وأرميلاجوس (2005) (2005) أيضًا أن «العرق» والتنوع القحفي لهما ارتباطات منخفضة، واقترحوا أن الاختلاف في الجمجمة كان بدلاً من ذلك، يرتبط ارتباطًا وثيقًا بمتغيرات المناخ.
قام Brace (1993) بتمييز الصفات القحفية التكيفية عن السمات القحفية غير التكيفية، مؤكدًا أن السمات القحفية غير التكيفية فقط هي التي تعمل كمؤشرات موثوقة للارتباط الجيني بين السكان. تم تأكيد ذلك بشكل أكبر في الدراسات التي أجراها فون كرامون توباديل (2008، 2009، 2011). قدّر كليمان ورانسون (1998) أن تحليل الجمجمة ينتج عنه معدل دقة 77٪ -95٪ في تحديد الأصول العرقية لبقايا الهياكل العظمية البشرية. دراسة قحفية وجهية بواسطة س. لورينغ بريس وآخرون. (1993) خلص إلى أن المصريين في عصر ما قبل الأسرات في مصر العليا وأواخر الأسرات المصرية في مصر السفلى كانوا أكثر ارتباطًا ببعضهم البعض. كما أظهروا روابط عامة مع السكان الناطقين بالأفروآسيوية في شمال إفريقيا، العصر الحجري الحديث والأوروبيين الحديثين، والهنود، ولكن ليس على الإطلاق مع سكان أفريقيا جنوب الصحراء، شرق آسيا، أوقيانوسيا، أو الأمريكتين. "يُظهر السكان المجاورون في وادي النيل أوجه تشابه في الصفات التافهة في سلسلة غير منقطعة من الدلتا في الشمال جنوباً مروراً بالنوبة وصولاً إلى الصومال عند خط الاستواء. وفي نفس الوقت، يشير التدرج في لون البشرة ونسب الجسم إلى فترة طويلة -استجابة تكيفية للقوى الانتقائية المناسبة لخط العرض حيث تحدث. تقييم «العرق» عديم الفائدة بقدر ما هو مستحيل. لا تكفي المجموعات أو المجموعات وحدها للتعامل مع الطبيعة البيولوجية لسكان موزعين على نطاق واسع. يجب أن يكون كلاهما مستخدم". كما علق قائلاً: ""نستنتج أن المصريين كانوا في مكانهم منذ العصر البليستوسيني ولم يتأثروا إلى حد كبير بالغزوات أو الهجرة. كما لاحظ آخرون، المصريون مصريون، وكانوا كذلك في الماضي كذلك." أشار جوزيف دينيكر وعلماء الأنثروبولوجيا الأوائل الآخرون بالمثل أن الشكل القحفي العام للمجموعات الإثيوبية والشرق الأدنى السامية والأمازيغية، وجميعهم يتحدثون لغات حامية-سامية، إلى حد كبير نفس الشيء.

#### المصريون القدماء والحديثون
قام عالم المصريات باري كيمب (2005) بمراجعة الجماجم والأدلة الهيكلية المتوفرة على قدماء المصريين. يلاحظ أن الهياكل العظمية من فترات سابقة، والتي من شأنها أن تساعد في توضيح أصل المصريين ما قبل الأسرات نادرة، مع أحد الأمثلة القليلة على الجثث التي تم انتشالها من مقبرة العصر الحجري المتأخر في جبل الصحابة، في شمال السودان. ينص كيمب على أن هؤلاء الأشخاص بالتأكيد لم يكونوا ليبدو مثل المصريين أو النوبيين في فترة ما قبل الأسرات، ولكنهم بدلاً من ذلك شاركوا الميزات مع مجموعة من السكان الأصليين من «الإنسان العاقل» المسمى البشر الأوروبيون الأوائل الحديثون، والتي تنتشر عبر شمال إفريقيا وأوروبا.
يقول كيمب إنه من الخطر أخذ مجموعة واحدة من الهياكل العظمية واستخدامها لتمييز سكان مصر بأكملها. ويشير إلى أنه لا يوجد سكان مصريون قديمون واحد للدراسة، بل هناك مجموعة متنوعة من السكان المحليين. ويشير أيضًا إلى أن جماجم ما قبل الأسرات من مصر العليا تبدو مختلفة بشكل ملحوظ في قياساتها من مجموعة من المملكة القديمة من المقابر حول أهرامات الجيزة، وبالتالي ادعى أحد المحققين أن «بناة الأهرام» كانوا من سلالة مختلفة عن الأشخاص الذين كان من المفترض أن يكونوا أحفادهم حتى الآن.
يحذر كيمب من أنه من المتوقع أن تُظهر ميزات الأفراد داخل السكان درجة من التباين التي يمكن أن تكون واسعة جدًا والتي قد تتداخل مع ذلك الموجود في مجموعة سكانية مختلفة، وأن الخصائص تتغير بمرور الوقت. ويذكر أن العينات المتاحة للدراسة «صغيرة مجهريًا»، و «ما هي إلا بقايا صغيرة وحزينة وغير تمثيلية» لما يقرب من 200 مليون شخص عاشو في مصر على مدى 4000 عام من تاريخ تلك الحضارة. ويشير على وجه الخصوص إلى أن هذه التحليلات يهيمن عليها التحيز في أخذ العينات، حيث أن العظام من المناطق الشمالية نادرة، بينما يتم الحفاظ على العظام بشكل أفضل في الصحاري الجافة في الجنوب (بجوار النوبة)، وبالتالي تشكل هذه العناصر نسبة غير متناسبة من العينات المتاحة.
يجادل كيمب بأن حجة الأسود / الأبيض، على الرغم من كونها مفهومة سياسياً، هي تبسيط مفرط يعيق إجراء تقييم مناسب للبيانات العلمية عن المصريين القدماء لأنها لا تأخذ في الاعتبار صعوبة التأكد من بشرة بقايا الهياكل العظمية. كما أنه يتجاهل حقيقة أن أفريقيا مأهولة بالعديد من المجموعات السكانية الأخرى إلى جانب المجموعات المرتبطة بالبانتو («الزنجية»). ويؤكد أنه في إعادة بناء الحياة في مصر القديمة، فإن مصطلح «المصريون المعاصرون» سيكون بالتالي أقرب أقرب منطقية وأقرب إلى «المصريين القدماء».
تقول عالمة الأنثروبولوجيا نانسي لوفيل ما يلي:
هذا الرأي شاركه أيضًا عالم المصريات الراحل فرانك يوركو.
وجدت دراسة أجريت عام 2005 من قبل كيتا عن القرم المصرية السابقة للأسرة بداري أن عينات بداري تتجمع بشكل وثيق مع العينات الإثيوبية أكثر من عينات شمال أوروبا (بيرج والنورس)، على الرغم من عدم وجود عينات من آسيا وجنوب أفريقيا في الدراسة.
لاحظت سونيا زكرزوسكي في عام 2007 أن استمرارية السكان تحدث خلال فترة ما قبل الأسرات المصرية إلى العصر اليوناني والروماني، وأن مستوى عالٍ نسبيًا من التمايز الجيني قد استمر خلال هذه الفترة الزمنية. لذلك خلصت إلى أن عملية تكوين الدولة نفسها ربما كانت عملية أصلية بشكل أساسي، ولكن ربما حدثت بالاقتران مع الهجرة الداخلية، لا سيما خلال فترات الأسرات المبكرة والمملكة القديمة.
في عام 2008، وجد كيتا أن مجموعات ما قبل الأسرات المبكرة في جنوب مصر كانت متشابهة من الناحية القحفية لمجموعات وادي النيل من الاستخراج الإثيوبي، وبشكل عام، تظهر السلالات المصرية (بما في ذلك المصريون الجنوبيون والشماليون) صلات أوثق كثيرًا مع هذه المجموعات السكانية في شمال شرق أفريقيا. كما خلص إلى أن هناك حاجة لمزيد من المواد للتوصل إلى استنتاج قاطع حول العلاقة بين سكان وادي النيل في وقت الهولوسين المبكر والمصريين القدماء في وقت لاحق.

### نسب الأطراف
عالم الأنثروبولوجيا س. لورينغ بريس إلى أن استطالة الأطراف «مرتبطة بشكل واضح بتبديد الحرارة المتولدة عن طريق الأيض» في المناطق ذات درجة الحرارة المحيطة المرتفعة. وذكر أيضًا أن «تكثيف لون الجلد واستطالة الأطراف البعيدة يظهران في أي مكان كان الناس يقيمون فيه منذ فترة طويلة في المناطق الاستوائية». ويشير أيضًا إلى أن مصطلح «سوبر نيجرويد» غير مناسب، حيث يتم تطبيقه أيضًا على السكان غير الزنوج. وقد لوحظت هذه الميزات بين العينات المصرية. وفقًا لروبينز وشوت، فإن متوسط نسب استطالة الأطراف بين قدماء المصريين أعلى من معدلات استطالة الأطراف في غرب أفريقيا الحديثة الذين يقيمون بالقرب من خط الاستواء. لذلك وصف روبينز وشوت المصريين القدماء بأنهم «زنجيون للغاية» ولكنهم يذكرون أنه على الرغم من أن مخططات أجساد المصريين القدماء كانت أقرب إلى تلك الخاصة بالزنوج المعاصرين منها للبيض المعاصرين، «هذا لا يعني أن المصريين القدماء كانوا زنوجًا».
عالم الأنثروبولوجيا S.O.Y. انتقد كيتا روبينز وشوت، مشيرًا إلى أنهما لا يفسران نتائجهما في سياق تكيفي، مشيرًا إلى أنهما يلمحان «بشكل مضلل» أن المصريين الجنوبيين الأوائل لم يكونوا «جزءًا من المجموعة الصحراوية الاستوائية، والتي تضم الزنوج». يشير أيضًا إلى أن «نسب الجسم تخضع لانتقاء مناخي قوي وتدل على استقرار ملحوظ داخل السلالات الإقليمية». درست زكرزوسكي (2003) عينات الهياكل العظمية من فترة بداري إلى المملكة المصرية الوسطى. وأكدت نتائج روبينز وشوت أن المصريين القدماء بشكل عام لديهم «مخططات جسم استوائية» ولكن نسبهم كانت في الواقع «زنجية فائقة».
وجد Trikhanus (1981) أن المصريين يخططون الأقرب للأفارقة الاستوائية وليس الأوروبيين المتوسطيين المقيمين في منطقة مناخية مماثلة تقريبًا. دراسة حديثة قارنت بين علم العظام المصري القديم مع الأمريكيين من أصل أفريقي والأمريكيين البيض، ووجدت أن مكانة المصريين القدماء كانت أكثر تشابهًا مع مكانة الأمريكيين الأفارقة، على الرغم من أنها لم تكن متطابقة:

### تشكل الأسنان
جمعت الدراسات الحديثة عن أسنان المصريين القدماء مع القوقازيين (الأوروبيين والغربيين الأوراسيين) الذين لديهم أسنان صغيرة، على عكس الزنوج (الأفارقة في غرب جنوب الصحراء الكبرى) الذين لديهم أسنان ضخمة / كبيرة.
وجدت دراسة علم الآثار الحيوي عام 2006 حول تشكل الأسنان عند المصريين القدماء في مصر العليا بواسطة جويل إيرش أن سمات أسنانهم كانت أكثر تشابهًا مع تلك الخاصة بسكان وادي النيل الآخرين، مع روابط أكثر بعدًا مع العصر البرونزي إلى النوبيين في الفترة المسيحية (مثل المجموعة الأولى، المجموعة الثالثة، كرمة) وغيرهم من السكان الناطقين باللغة الأفروآسيوية في شمال شرق إفريقيا (تيغرين). ومع ذلك، كانت المجموعات المصرية مختلفة بشكل عام عن عينات سكان غرب ووسط أفريقيا. من بين العينات المدرجة في الدراسة مادة هيكلية من مقابر هوارة بالفيوم (من العصر الروماني) والتي تجمعت بشكل وثيق مع سلسلة بداري من عصر ما قبل الأسرات. كانت جميع العينات، وخاصة تلك التي تعود إلى عصر الأسرات، متباينة بشكل كبير عن عينة من العصر الحجري الحديث في غرب الصحراء الغربية من النوبة السفلى. كما تم العثور على الاستمرارية البيولوجية سليمة من الأسرة الحاكمة إلى فترات ما بعد المصرية القديمة. حسب الأيرلندية:
يعارض عالم الأنثروبولوجيا شوماركا كيتا اقتراح الأيرلنديين بأن المصريين والنوبيين لم يكونوا منحدرين أساسيين من السكان الأفريقيين من العصر الحجري القديم والعصر الحجري الحديث. ينتقده كيتا أيضًا لتجاهله احتمالية أن تكون أسنان المصريين القدماء ناجمة عن «التطور الجزئي في الموقع» مدفوعًا بتغيير النظام الغذائي، وليس بسبب الاختلاط العرقي.
أظهر فريق إيريك كروبيزي أن مقبرة ما قبل الأسرات في أديما في مصر العليا أظهرت علامات أسنان «خويسان» (يشار إليها رسميًا باسم «كلب بوشمن») 

## عنصر اللغة

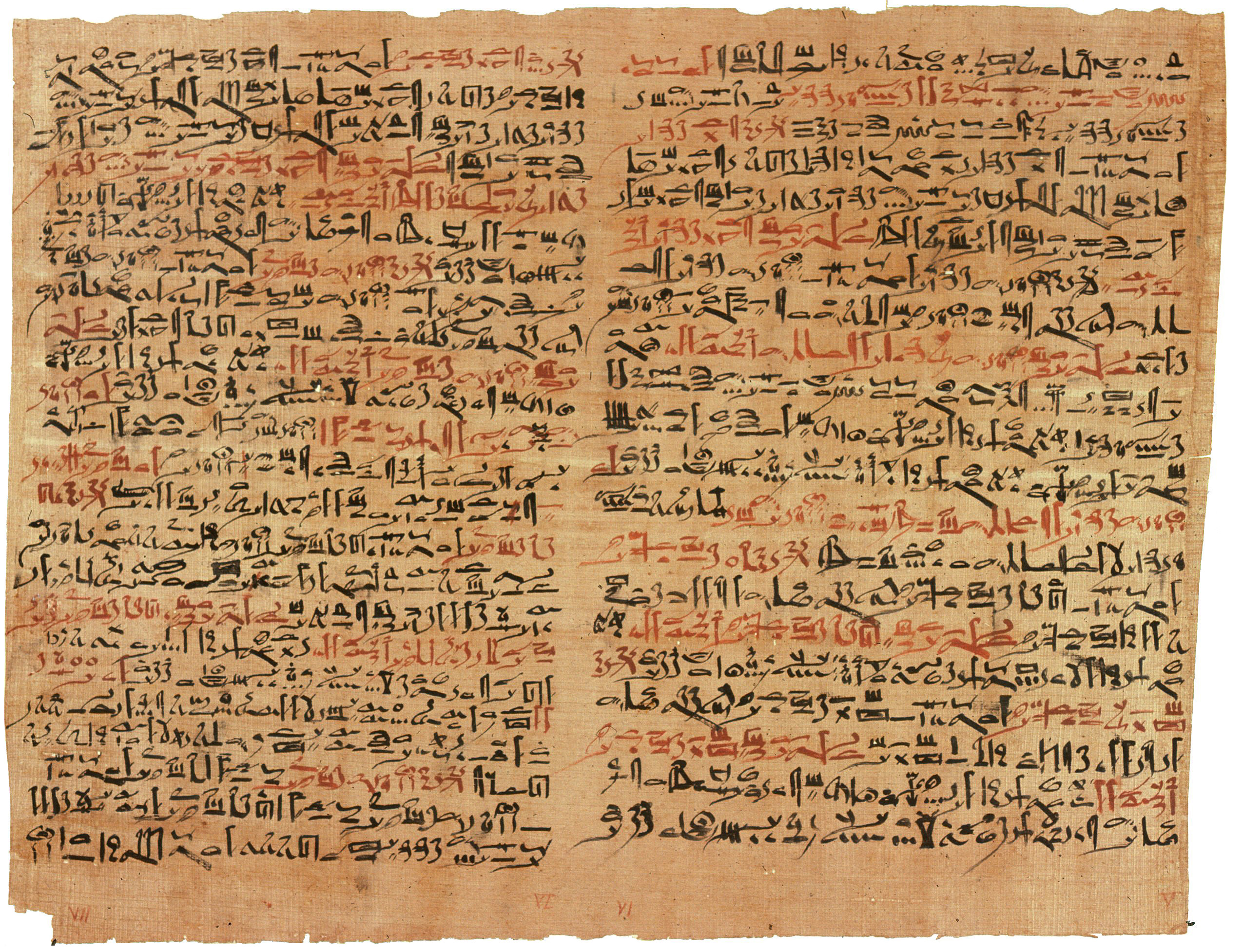
بردية إدوين سميث، أقدم وثيقة جراحية باقية في العالم. مكتوب بـ النص الهيراطيقي في مصر القديمة حوالي 1600 قبل الميلاد

تم تصنيف اللغة المصرية القديمة إلى ستة أقسام كرونولوجية رئيسية: المصرية المبكرة، المصرية القديمة، المصرية الوسطى، المصرية الحديثة، القبطية. تم استخدام اللغة الأخيرة كلغة عمل حتى القرن الثامن عشر الميلادي. لا يزال يستخدمها المصريون الأقباط كلغة طقسية.

### الأصول
تم تصنيف اللغة المصرية القديمة كعضو في عائلة اللغات الأفروآسيوية. لا يوجد اتفاق حول متى وأين نشأت هذه اللغات، على الرغم من أنه يعتقد عمومًا أن اللغة نشأت في مكان ما في أو بالقرب من المنطقة الممتدة من بلاد الشام في الشرق الأدنى إلى شمال كينيا، ومن الصحراء الشرقية في شمال أفريقيا إلى البحر الأحمر، أو جنوب شبه الجزيرة العربية، وإثيوبيا، والسودان. لغة الشعب النوبي المجاور هي واحدة من اللغات النيلية الصحراوية، وليست إحدى اللغات الأفروآسيوية.